# يان بوتير (لاعب دوري الرغبي)
يان بوتير (بالإنجليزية: Ian Potter)‏ هو لاعب دوري الرغبي بريطاني، ولد في 6 أغسطس 1958 في سانت هلنز في المملكة المتحدة.